# Lipták Pál (antropológus)
Lipták Pál (Békéscsaba, 1914. február 14. – Budapest, 2000. július 6.) magyar antropológus.

## Életpályája
Lipták 1932–1937 között végezte  tanulmányait Budapesten, a Pázmány Péter Tudományegyetemen. 1937-ben ugyanitt egyetemen tanári diplomát szerzett, majd 1938-ban kitüntetéssel doktori fokozatot kapott. 1938–1939 folyamán Miskolcon a tanárképző főiskolán tanított. Kétéves kötelező katonai szolgálatot teljesített 1939 és 1941 között. 
Az 1930-as években folytatódtak a természettudományos alapokon nyugvó antropológiai kutatások. Több olyan fiatal kapott antropológiai szakképzést, akik közül többen az elkövetkezendő évtizedekben a hazai kutatások meghatározó egyéniségeivé váltak: Nemeskéri János (1914–1989), Lipták Pál, Fehér Miklós (1914–1975), Balogh Béla (1890–1947).
1940-ben, a szegedi Horthy Miklós Tudományegyetemen létesült a második magyar antropológiai intézmény, az Embertani és Fajbiológiai Intézet. Lipták az egyetemen  az antropológiai tanszék vezetője volt  1960 és 1980 között. Az oktatás elősegítése érdekében egyetemi jegyzeteket készítettek (Bartucz, Farkas, Lipták). Lipták készítette az első magyar nyelvű tankönyvet.
- 1941–1943: a Tanárképző Főiskolán tanított (Budapest),
- 1943–1944: tanár a Fasori Gimnáziumban (Budapest),
- 1944-ben újra a hadsereg tagja,
- 1944–1948: a szovjet csapatok fogságába került,
- 1948–1949: a " Fasori " Gimnáziumban tanított,
- 1949–1960: a Természettudományi Múzeum (Budapest) tudományos tisztviselője,
- 1956-ban a biológiai tudományok kandidátusa, 1969-ben megvédte doktori diplomáját.
- 1957–1992: az Anthropologiai Közlemények szerkesztő bizottságának tagja,
- 1958–1985: a Magyar Tudományos Akadémia Antropológiai Bizottságának tagja

Lipták 1980-ban vonult nyugállományba.

## Művei
- Adatok a Duna-Tisza közi bronzkor antropologiájához; Akadémiai, Bp., 1958
- Embertan és emberszármazástan; Szegedi Tudományegyetem, Szeged, 1962
- Embertan és emberszármazástan; 3., jav. utánny.; Tankönyvkiadó, Bp., 1964
- Embertan és emberszármazástan. Egyetemi tankönyv; jav., bőv. kiad.; Tankönyvkiadó, Bp., 1980
- Avars and ancient Hungarians; angolra ford. Balkay Bálint; Akadémiai, Bp., 1983

## Díjai, elismerései
- 1989-ben megkapta a Bartucz Lajos-emlékplakett elismerést;
- 1994-ben a József Attila Tudományegyetem Professor Emeritus elismerésben részesítette.